# Pouxeux
Pouxeux is een gemeente in het Franse departement Vosges in de regio Grand Est. De plaats maakt deel uit van het arrondissement Épinal.

## Geografie
De oppervlakte van Pouxeux bedraagt 14,3 km², de bevolkingsdichtheid is 135,5 inwoners per km².

## Verkeer en vervoer
In de gemeente ligt spoorwegstation Pouxeux.
De onderstaande kaart toont de ligging van Pouxeux met de belangrijkste infrastructuur en aangrenzende gemeenten.

## Demografie
Onderstaande figuur toont het verloop van het inwonertal (bron: INSEE-tellingen).